# Galleriskog

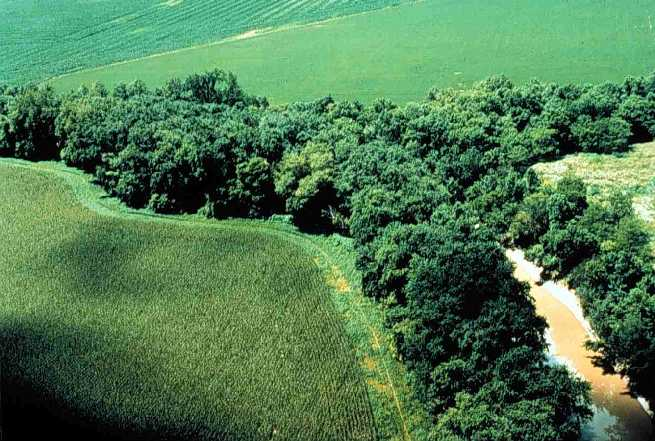
Galleriskog i området runt Eriesjön

Galleriskog växer i en krans runt en insjö eller följer en flod i stäpp-, öken- eller savannområden, som i övrigt inte kan bära skog, på grund av att regnet endast fuktar det översta jordlagret. Galleriskogar kan även uppstå i randzonen till bebyggd mark eller odlingsmark, men då som en följd av brist på yta snarare än brist på vatten. Galleriskogar finns till exempel i Afrikas och Amerikas torra trakter.